# 南の風EBAあそび
南の風EBAあそび（みなみのかぜえばあそび）は、広島市中区江波にある江波山公園ので2月の第2日曜日に開催される祭り。
当日は、人が賑わう。

## 概要
2005年で13回目を数えた南の風EBAあそびは、地元江波でとれた殻つきカキの販売などいろいろなイベントが開催される。
2012年2月12日 20回目の開催を迎える。